# 닻을 올리고
《닻을 올리고》(Anchors Aweigh)는 미국에서 제작된 조지 시드니 감독의 1945년 멜로/로맨스, 모험, 뮤지컬, 코미디 영화이다. 프랭크 시나트라 등이 주연으로 출연하였고 조 패스터넉 등이 제작에 참여하였다.

## 출연

### 주연
- 프랭크 시나트라
- 캐서린 그레이슨

### 조연
- 진 켈리
- 호세 이투르비
- 딘 스톡웰
- 파멜라 브리톤

## 제작진
- 미술 : 랜들 두엘, 세드릭 기븐스